# Daugavpils
Daugavpils Lettország második legnépesebb városa a Daugava folyó partján.
Történelme során a város különböző államokhoz tartozott, ezért igen változatos elnevezésekre hallgat: belaruszul – Дзвінск (Dzvinszk); héberül – דענענבורג (Denenburg); oroszul – Двинcк (Dvinszk) vagy Борисоглебск (Boriszoglebszk); lengyelül – Dyneburg, Dźwińsk vagy Dźwinów; finnül – Väinänlinna és németül – Dünaburg.

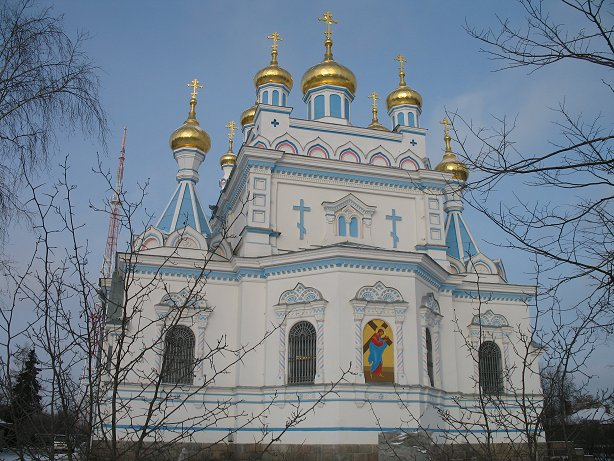
Szent Borisz és Gleb ortodox székesegyház

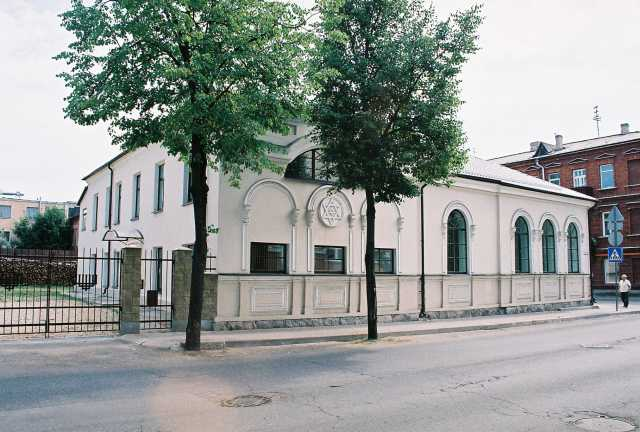
Cietokšņa zsinagóga

## Fekvése
Daugavpils a Daugava partján, Rigától 232 km-re délkeletre, a litván és fehérorosz határok találkozásától nem messze helyezkedik el. Távolsága Litvániától mindössze 25 km, a fehérorosz határtól pedig 35 km.

## Történelme

### A Német Lovagrend
A város történelme a Német Lovagrend hódításával kezdődött. A Német Lovagrend nagymestere, Hartmann von Heldrungen 1275-ben a varégoktól a görögökhöz vezető kereskedelmi útvonal mentén felépíttette Dünaburg várát. A litván és orosz területek határán épült vár hamarosan nagy jelentőségre tett szert, és mellette kereskedőtelep alakult ki.
A 14. és 15. században a dünaburgi vár folyamatos támadások célpontja volt. A lovagrend nem sajnálta az anyagi javakat a vár karbantartására. 1347-ben Heinrich von Arfberg nagymester négy további toronnyal erősítette meg a várat. Dünaburgból kiindulva a teuton lovagok gyakran betörtek a Pszkovi és Novgorodi nagyfejedelemségek földjeire. 1410-re a tannenbergi csatát követően meggyengült Német lovagrend elvesztette erejét, és hatalma hanyatlásnak indult.
1481-ben III. Iván elfoglalta a dünaburgi várat. A lovagrend nagymestere és III. Iván közötti békeszerződés értelmében a livóniai lovagok visszakapták az elfoglalt területeket, de ezért cserébe 50 éven át adót voltak kötelesek fizetni a Moszkvai Nagyfejedelemségnek. Ez a szerződés meghosszabbította a lovagi állam létezését, ami csak az 1558-1582 közötti livóniai háborút követően bomlott fel véglegesen.

### Lengyeluralom
Livónia a 16. század második felében az orosz támadások ellen a lengyelektől kért védelmet. A lovagrend 1559-ben a dünaburgi várat – más latgalei várakkal együtt – a támogatás fejében zálogként átadta II. Zsigmond Ágost lengyel királynak. A Livóniai rend 1561-ben megszűnt, és ezt követően Latgale és vele együtt Daugavpils két évszázadra (1561–1772 között) lengyel fennhatóság alá került.
1577-ben Rettegett Iván a livóniai háborúban rövid időre elfoglalta a területet, és egy új vár építésébe kezdett. Ennek a második daugavpilsi várnak az építését 1582-ben, amikor az orosz-lengyel békeszerződés értelmében Latgale végleg lengyel fennhatóság alá került, a lengyelek fejezték be. 1582-ben Báthory István lengyel király városi jogokat adott Dünaburgnak.
A 17. században Dünaburg fontos kereskedelmi központtá vált, és mint ilyen, a lengyelek, oroszok és svédek Baltikumért folytatott versengése során gyakran harci cselekmények színtere lett. A svédek kétszer, 1600-ban és 1655-ben is elfoglalták a várat.
1656-ban I. Alekszej cár foglalta el a svédektől, és ezt követően 11 éven át volt orosz megszállás alatt. A város ekkor kapta első orosz nevét: Boriszoglebszk.

### Az Orosz Birodalom

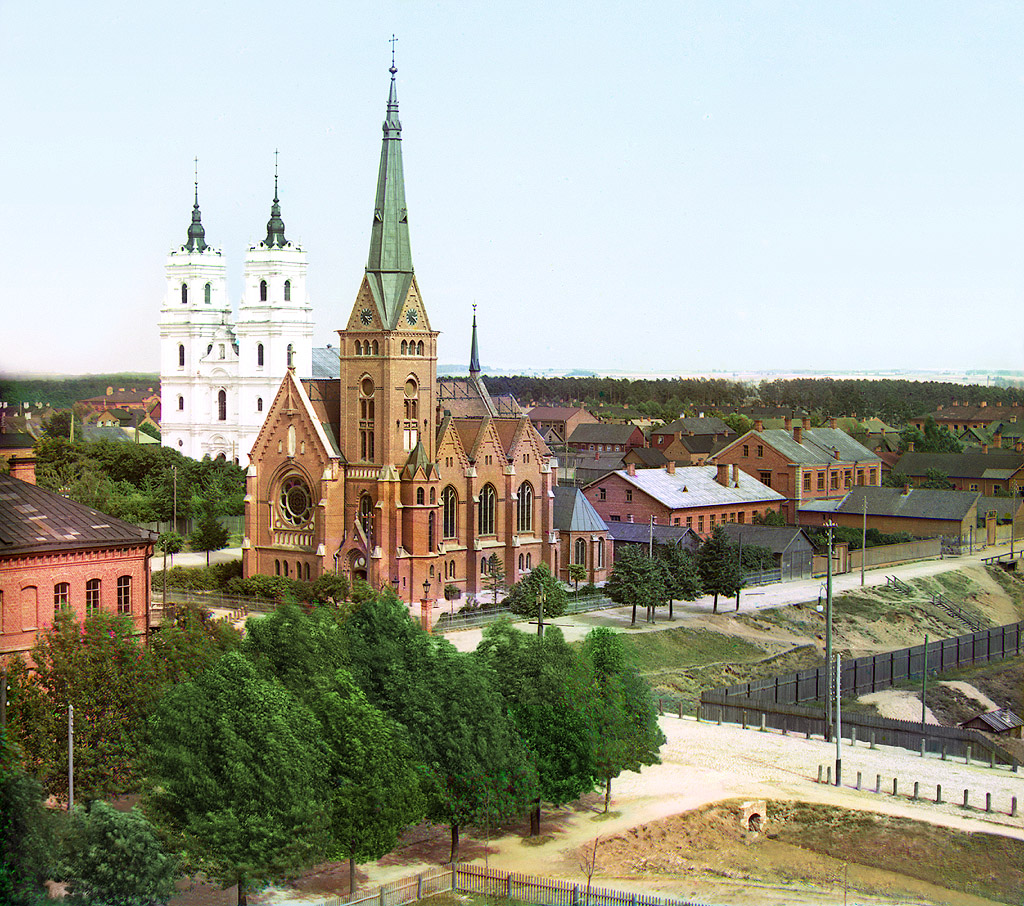
Dvinszk központja 1912-ben

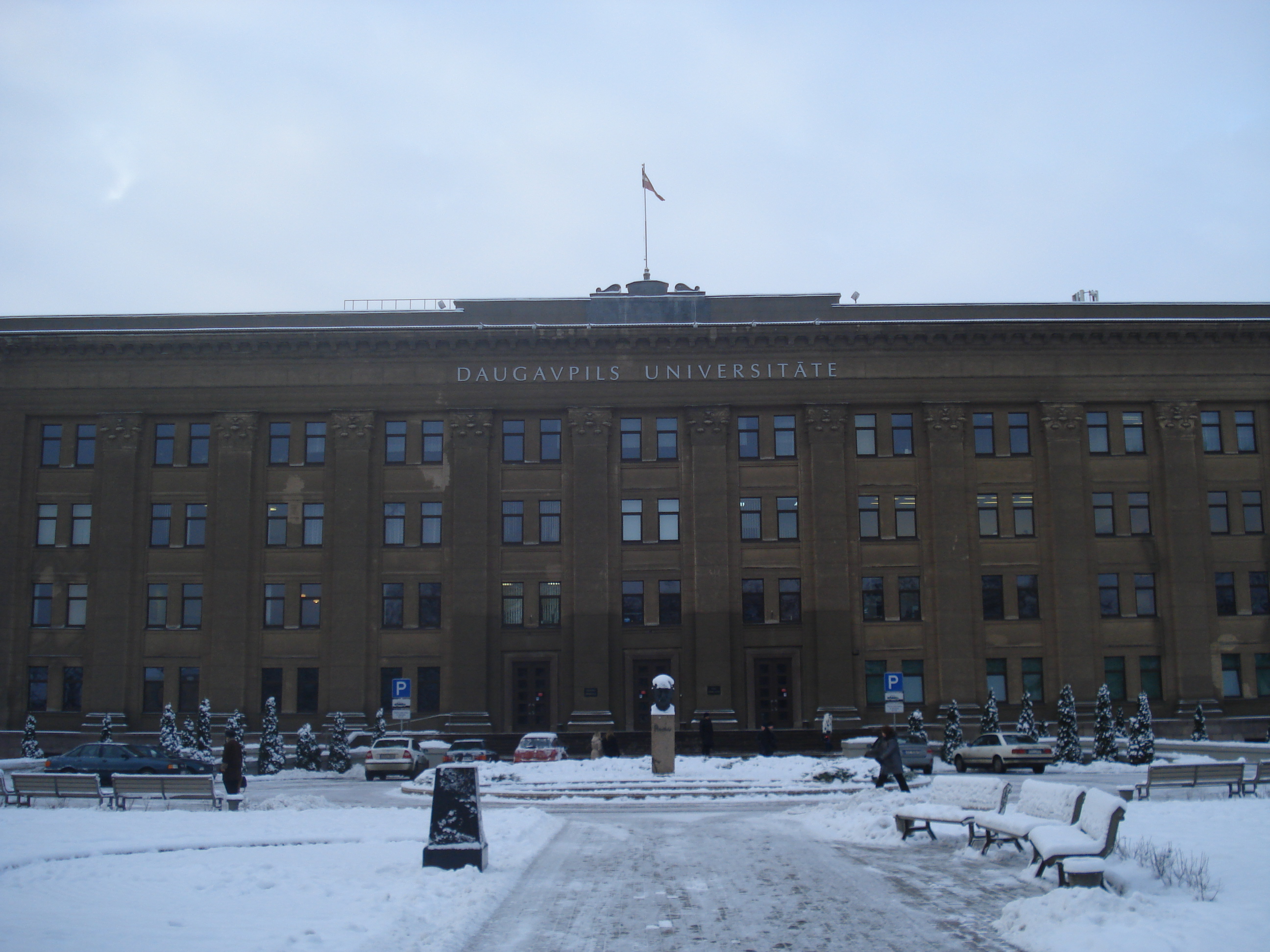
Daugavpils egyeteme

1772-ben Lengyelország első felosztásakor Daugavpils az Orosz Birodalomhoz került. Először a Polocki kormányzósághoz, majd 1802-től 1907-ig a Vityebszki kormányzósághoz tartozott. 1810-ben Napóleon hódítását megelőzendően kezdtek a harmadik daugavpilsi vár építéséhez. Bár az építkezés 1812-ig nem fejeződött be, az új erődítmény így is jelentős szerepet játszott a napóleoni háborúk idején. A vár teljes befejezése 1878-ig tartott.
Daugavpils gazdasági jelentősége a Riga–Daugavpils-vasútvonal 1861. szeptember 25-i átadását követően felgyorsult. A városon keresztül halad a Szentpétervár–Varsó-vasútvonal is.
1893-ban III. Sándor orosz cár parancsára átkeresztelték a várost Dvinszkre.
A 19. század végén a több mint 100 000 lakosú Dvinszk Északnyugat-Oroszország jelentős gazdasági, kereskedelmi és kulturális központja volt. Az első világháború idején frontváros. 1918-ban elfoglalták a várost a német seregek, majd 1920 januárjában a lett, lengyel és litván seregek felszabadították, ekkor kapta a mai Daugavpils nevet.

### Lett Köztársaság
A függetlenség idején a városban megindult a lett kultúra fejlődése. 1923-ban lett nyelvű pedagógiai főiskolát nyitottak , és megkezdte működését a Latgalei népi konzervatórium. 1935-ben új híd épült a Daugaván: az Egység hídja, 1937-ben pedig monumentális kulturális épületegyüttes: az Egység háza, amelyben színház, koncertterem, könyvtár és más kulturális intézmények kaptak helyet.
A második világháború a városban 1940-ben a Vörös Hadsereg bevonulásával kezdődött. 1941-ben a Wehrmacht foglalta el a várost, majd 1944. július 27-én foglalták vissza az orosz seregek.
Az európai uniós tagság óta rohamosan csökken az ország lakossága. A népesség ötöde más uniós országokban dolgozik. A legrohamosabb népességcsökkenés itt figyelhető meg, ahol teljes lakótelepek üresek.

## Lakossága

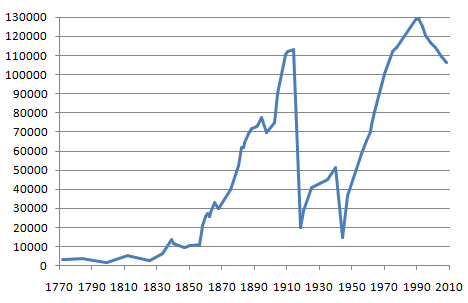
Daugavpils népességének változása 1772–2010

1780-as évektől a várost jelentős zsidó lakosság népesítette be. Az 1897-es orosz birodalmi összeírás során a város 69 700 lakosából 32 400 (ca. 44%) vallotta magát zsidónak.
2007. január 1-jén a város lakosságának 53,3%-a orosz, 17,8%-a lett, 14,7%-a lengyel, 8,1%-a fehérorosz, 2,2%-a ukrán, 1%-a litván, a fennmaradó 2,9%-a pedig egyéb nemzetiségű volt.

## Daugavpils testvérvárosai
- Haderslev, Dánia
- Radom, Lengyelország
- Naro-Fominszk, Oroszország
- Ferrara, Olaszország
- Motala, Svédország
- Vicebszk, Fehéroroszország
- Moszkva Központi közigazgatási körzet, Oroszország
- Ramla, Izrael
- Harbin, Kína
- Panevėžys, Litvánia
- Szentpétervár, Oroszország
- Harkiv, Ukrajna[5]